# Манёвр Эпли
Манёвр Эпли (или упражнения Эпли) — медицинская процедура, используемая для лечения доброкачественного пароксизмального позиционного головокружения. Может осуществляться как врачом или физиотерапевтом, так и самостоятельно. Был разработан доктором Джоном Эпли и впервые описан в 1980 году.
Манёвр не устраняет само присутствие частиц статолитов, а, скорее, изменяет их местонахождение. Манёвр заставляет их переместиться из тех областей внутреннего уха, которые вызывают головокружение, в другие области, где такой проблемы не возникает.

## Описание процедуры

Схема процедуры

Процедуру следует исполнять в следующем порядке:
1. Сядьте прямо.
2. Поверните голову в ту сторону, в которой есть проблемы во внутреннем ухе, на угол в 45° и лягте на спину. Задержитесь в этом положении не меньше, чем на 2 минуты.
3. Поверните голову в другую сторону на 90°. Задержитесь в этом положении на 2 минуты.
4. Переверните туловище в направлении наклона головы так, чтобы нос был направлен вниз. Задержитесь в этом положении на 2 минуты.
5. Вернитесь в исходное сидячее положение и задержитесь в нём на 30 секунд.

Всю процедуру следует повторить ещё 2 раза, в целом 3 раза.
В течение каждого шага процедуры пациент может испытывать головокружение.

## Фаза после лечения
После лечения клиницист может надеть на пациента мягкий воротник, который часто носят до конца дня, чтобы избежать любых положений головы, которые могут снова сместить отолиты. Пациента можно проинструктировать о том, чтобы он с осторожностью наклонялся, ложился на спину, двигал головой вверх и вниз или наклонял голову в любую сторону. Следующие две ночи пациенты должны спать в полулежачем положении. Это означает, что во время сна голова должна быть на полпути между горизонтальным и вертикальным положением (под углом 45 градусов). Это легче всего сделать, используя кресло с откидной спинкой или подушки, разложенные на диване. Мягкий воротник иногда снимается. При этом следует поощрять пациента к горизонтальным движениям головы для поддержания нормального диапазона движений шеи. Важно проинструктировать пациента, что необходимо выполнять горизонтальное движение головы, чтобы предотвратить ригидность мышц шеи.
Остается неясным, улучшают ли ограничения активности после лечения эффективность маневра репозиции каналов. Тем не менее, исследуемые пациенты, которым не были предоставлены какие-либо ограничения активности, нуждались в одном или двух дополнительных сеансах лечения для достижения успешного результата. Маневр Эпли представляется долгосрочным, эффективным и консервативным методом лечения ДППГ, который имеет небольшое количество осложнений (тошнота и остаточное головокружение) и хорошо переносится пациентами.